# Orło (wieś w województwie mazowieckim)
Orło – wieś sołecka w Polsce, położona nad rzeką Brok w województwie mazowieckim, w powiecie ostrowskim, w gminie Małkinia Górna.
| SIMC    | Nazwa  | Rodzaj  |
| ------- | ------ | ------- |
| 0514466 | Parcel | kolonia |

Do 1954 roku istniała gmina Orło. W latach 1975–1998 miejscowość położona była w województwie ostrołęckim.
Wierni Kościoła rzymskokatolickiego należą do parafii Najświętszego Serca Pana Jezusa w Małkini Górnej.